# “台独”顽固分子
“台独”顽固分子以及关联机构，是一份由中共中央台湾工作办公室拟定的名单，被列入名单的「台独」顽固分子及其支持者都会受到中国共产党和中华人民共和国政府的制裁。制裁包括但不限于依据《反分裂国家法》、《中华人民共和国刑法》、《中华人民共和国国家安全法》等法规条款终身追究刑事责任，最重可判处死刑。“台独”顽固分子关联机构则最早发布于2022年，台湾民主基金会、国际合作发展基金会是首批被公布的“台独”顽固分子关联机构，为上述关联机构捐款的企业则被列入合作黑名单，且有关企业负责人被禁止入境中国大陆、香港及澳門等中華人民共和國實控領土。2024年5月26日，由中华人民共和国最高人民法院、最高人民检察院、公安部、国家安全部及司法部共计两院三部门发布的《关于依法惩治“台独”顽固分子分裂国家、煽动分裂国家犯罪的意见》对台湾独立运动及“台独”顽固分子相关的罪行，刑罚，追诉及司法程序规范作出了明确规定。

## 背景

### 制度设立
2020年11月15日，香港《大公报》援引“权威渠道”消息称，北京方面正在拟定一份《“台独”顽固分子清单》，拟对台湾岛内外“涉独言论嚣张、谋独行径恶劣”的台独分子及其金主等主要支持者进行严厉制裁，包括但不限于依据《反分裂国家法》及《刑法》、《国家安全法》有关“分裂国家罪”的条款终身追究责任，以打击台独支持者的活动及影响力。
2020年11月18日，中共中央台办例行新闻发布会上，就记者询问研究制定“台独”顽固分子清单一事，发言人朱凤莲表示，极少数“台独”顽固分子的行径不能容忍，对这些人及其背后金主进行打击，目的在于维护台海和平稳定和两岸人民的利益。朱凤莲还称：“两岸统一是不可阻挡的大势，一切执迷不悟、顽抗到底的“台独”分子，都必将受到人民的谴责和历史的惩罚。”同月25日，朱凤莲于中共中央台办新闻发布会证实，正研究制定“台独”顽固分子清单，并表示将采取精准打击措施，打击“台独”顽固分子及其金主等主要支持者。

### 點名人士
2021年5月12日，中共中央台办发言人朱凤莲在例行记者会时回答《人民政协报》记者提问，指時任中華民國外交部部長吳釗燮进行“台独”挑衅，诋毁中国大陆，煽动两岸对立，危害台海和平稳定，属“台独”顽固分子，称将采取一切必要措施予以严惩，依法终身追责。
2021年11月5日朱鳳蓮在应询答记者问时，被問及當局是否正在研究針對名單人士的懲戒措施時，朱證實當局將對清單在列者實施懲戒，並點名吳釗燮、時任中華民國行政院院長蘇貞昌、前行政院院長暨時任立法院院長游錫堃。
2022年8月3日，中共中央台办发言人马晓光公布臺灣民主基金會、國際合作發展基金會为“台独”顽固分子关联机构。禁止大陆组织与为上述基金会捐款的宣德能源、凌网科技、天亮医疗、天眼卫星科技等企业进行任何交易、合作，禁止有关企业负责人入境。
2022年8月16日，中共中央台办將萧美琴、顾立雄、蔡其昌、柯建铭、林飞帆、陈椒华、王定宇等为列入台独顽固分子清單，对3日公布的两机构的执行长和秘书长实施制裁。
2023年4月7日，在蔡麥會之後，中共中央台办宣布將萧美琴加重制裁，同時宣佈制裁兩岸交流遠景基金會、亞洲自由民主聯盟兩家機構。同日，中華人民共和國外交部於宣佈對哈德逊研究所、里根图书馆實施制裁，限制中国大陆境内的高校、机构等组织和个人与其进行有关交易、交流、合作等活动。此外，外交部還对哈德逊研究所董事会主席斯特恩、所长沃尔特斯，负责里根图书馆日常维护的里根基金会前执行主任海布施、首席行政官德雷克等4名个人冻结在中国大陆境内的动产、不动产和其他各类财产，禁止中国大陆境内的组织、个人与其进行有关交易、合作等活动，中华人民共和国政府对這些人不予签发簽证、不准入境。
2024年5月15日，中共中央台辦舉行例行新聞發佈會，發言人陳斌華宣佈大陸將對黃世聰、李正皓、王義川、于北辰、劉寶傑5位台灣名嘴及其家屬實施懲戒。陳斌華指，这些台灣所謂「名嘴」，罔顧大陸發展進步的事實，蓄意編造有關大陸的虛假、負面信息，包括「大陸人民吃不起茶葉蛋」「大陸高鐵沒靠背」等，並通過電視、網絡、報刊等媒體大肆傳播。他們的錯誤言論矇蔽部分島內民眾，挑動兩岸敵意對立，傷害兩岸同胞感情，事實清楚、情節嚴重。他強調「對惡的沉默和縱容，便是對善的不公與傷害」，輿論不是法外之地。任何編造、散佈謠言，擾亂社會秩序，損害國家榮譽和利益的行為，都將受到法律的懲處。
2024年10月14日，中共中央台辦發言人陳斌華宣佈，大陸對沈伯洋、曹興誠，以及黑熊學院實施懲戒。陳斌華指沈伯洋作為黑熊學院負責人，有組織有計畫地從事台獨分裂活動，透過講座、培訓等活動培育台獨分子；曹興誠為黑熊學院提供鉅額資金支持，資助拍攝台獨題材電視劇，鼓吹反中謀獨思想，決定對二人及黑熊學院實施制裁，禁止兩人入境。
2025年3月17日，中华人民共和国国家安全部微信公众号公开了成立于2017年6月的台湾资通电军的4名重要成员，曝光了他们的身份证号码和出生日期，以及他们对大陆进行渗透的行为。
2025年3月26日，台办发言人陈斌华表示，国台办官网当天8时推出的“‘台独’打手、帮凶迫害台湾同胞恶劣行径举报专栏”截止当天17时已收到举报邮件323封，被举报人员包括台湾地区内部事务主管部门负责人刘世芳、“台独”网红温子渝、陈柏源等11人。
2025年6月5日，广州市公安局天河区分局发布悬赏通告，公开通缉台湾资通电军20名成员。

## 名单
| 序號 | 姓名   | 列入時主要職務                                    | 現在主要職務                                      | 其他職務 | 政黨                             | 宣佈日期       |
| ---- | ------ | ------------------------------------------------- | ------------------------------------------------- | --- | -------------------------------- | -------------- |
| 1    | 吳釗燮 | 外交部部長 國際合作發展基金會董事長               | 國家安全會議秘書長                                | 前總統府秘書長、中華民國駐美國代表、民主進步黨秘書長 | 民主進步黨                       | 2021年5月12日  |
| 2    | 蘇貞昌 | 行政院院長                                        | 總統府資政                                        | 前臺灣省議會議員、屏東縣縣長、臺北縣縣長、民主進步黨主席、秘书长                                                                                           | 民主進步黨                       | 2021年11月5日  |
| 3    | 游錫堃 | 立法院院長 臺灣民主基金會董事長                   | 無                                                | 前臺灣省議會議員、宜蘭縣縣長、行政院院长、民主進步黨主席、秘书长、立法委员                                                                                 | 民主進步黨                       | 2021年11月5日  |
| 4    | 蕭美琴 | 中華民國駐美國代表                                | 中華民國副總統                                    | 前立法委員 | 民主進步黨                       | 2022年8月16日  |
| 5    | 顧立雄 | 國家安全會議秘書長                                | 國防部部長                                        | 法律事務所資深合夥律師、國民大會代表、中華民國律師公會全聯會理事長、台灣法學會理事長、司改會董事長、台權會會長、前立法委員、黨產會前主委、金管會前主任委員 | 民主進步黨                       | 2022年8月16日  |
| 6    | 蔡其昌 | 立法院副院長 中華職業棒球大聯盟會長               | 立法委員（臺中市第一選舉區）、中華職棒會長        | 靜宜大學中文系前講師、臺中縣政府民政局前局長、臺中市市長候選人林佳龍競總副主委、民進黨前發言人、前中央常務委員                                             | 民主進步黨                       | 2022年8月16日  |
| 7    | 柯建銘 | 立法委員（全國不區） 民主進步黨立法院黨團總召集人 | 立法委員（全國不區） 民主進步黨立法院黨團總召集人 | 前民主进步党代理主席 | 民主進步黨                       | 2022年8月16日  |
| 8    | 林飛帆 | 民主進步黨副秘書長                                | 國家安全會議副秘書長、新境界文教基金會董事        | 曾擔任太陽花學運領袖、臺灣民主基金會董事 | 民主進步黨                       | 2022年8月16日  |
| 9    | 王定宇 | 立法委員（臺南市第六選舉區）                      | 立法委員（臺南市第六選舉區）                      | 前臺南市議員 | 民主進步黨                       | 2022年8月16日  |
| 10   | 陳椒華 | 時代力量黨主席／立法委員（全國不區）              | 監督施政聯盟召集人                                | 前時代力量立法院黨團副總召兼書記長 | 時代力量→無黨籍（2025年5月退黨） | 2022年8月16日  |
| 11   | 沈伯洋 | 立法委員（全國不區）                              | 立法委員（全國不區）                              | 國立臺北大學犯罪學研究所副教授、黑熊學院創辦人暨院長、前黨產會委員、中央通訊社董事、台灣人權促進會副會長                                                   | 民主進步黨                       | 2024年10月14日 |
| 12   | 曹興誠 | 黑熊學院投資者、 联华电子创办人                   | 黑熊學院投資者、 联华电子创办人                   | | 無黨籍                           | 2024年10月14日 |

## 关联机构
| 机构名称           | 宣布日期       | 机构性质                       | 懲戒措施 | 懲戒措施 | 关联处罚 |
| ------------------ | -------------- | ------------------------------ | --- | --- | --- |
| 臺灣民主基金會     | 2022年8月3日   | 中華民國外交部主管公设财团法人 | 2022年8月3日开始，禁止两家基金会与中国大陆组织、企业、个人合作进行任何交易、合作，禁止基金会负责人入境中国大陆。       | 2022年8月16日追加对其执行长、秘书长制裁，禁止其进入大陆和香港、澳门特别行政区。                                        | 禁止大陆与为其捐款的宣德能源、凌网科技、天亮医疗、天眼卫星科技等企业进行任何交易、合作，禁止有关企业负责人入境大陆。 |
| 國際合作發展基金會 | 2022年8月3日   | 中華民國外交部主管公设财团法人 | 2022年8月3日开始，禁止两家基金会与中国大陆组织、企业、个人合作进行任何交易、合作，禁止基金会负责人入境中国大陆。       | 2022年8月16日追加对其执行长、秘书长制裁，禁止其进入大陆和香港、澳门特别行政区。                                        | 禁止大陆与为其捐款的宣德能源、凌网科技、天亮医疗、天眼卫星科技等企业进行任何交易、合作，禁止有关企业负责人入境大陆。 |
| 兩岸交流遠景基金會 | 2023年4月7日   | 民間智庫                       | 2023年4月7日開始，禁止其負責人進入大陸和香港、澳門特別行政區，禁止大陸有關組織和個人與之合作。                         | 2023年4月7日開始，禁止其負責人進入大陸和香港、澳門特別行政區，禁止大陸有關組織和個人與之合作。                         | |
| 亞洲自由民主聯盟   | 2023年4月7日   | 跨國政黨聯盟組織               | 2023年4月7日開始，禁止其負責人進入大陸和香港、澳門特別行政區，禁止大陸有關組織和個人與之合作。                         | 2023年4月7日開始，禁止其負責人進入大陸和香港、澳門特別行政區，禁止大陸有關組織和個人與之合作。                         | |
| 黑熊学院           | 2024年10月14日 | 民間防衞組織                   | 2024年10月14日開始，禁止大陸有關組織和個人與之合作，不允許有關機構於大陸牟利。                                         | 2024年10月14日開始，禁止大陸有關組織和個人與之合作，不允許有關機構於大陸牟利。                                         | |
| 兆億有限公司       | 2025年6月5日   | 貿易公司                       | 2025年6月5日開始，禁止其與大陸組織、企業、個人進行任何交易、合作，並將對其採取其他必要措施。沈伯洋之父沈土城任負責人。 | 2025年6月5日開始，禁止其與大陸組織、企業、個人進行任何交易、合作，並將對其採取其他必要措施。沈伯洋之父沈土城任負責人。 | |

## “台独”打手、幫凶
2025年3月26日上午8时，中共中央台办、国台办网站开设「‘台独’打手、帮凶迫害台湾同胞恶劣行径举报专栏」。专栏自称用于举报为民进党政府打压迫害的「政治异己和岛内支持两岸关系和平发展、融合发展的政党、团体、人士」的「『台独』组织、『台独』分子、公职人员、侧翼网红」。截至当天下午5时，该专栏共收到举报邮件323封。
台办发言人陈斌华说，被举报者包括中華民國內政部部長刘世芳，民进党籍立法委员沈伯洋、吴思瑶、黄捷，臺北地檢署检察官林达、林俊言、林俊廷，黑熊学院金主曹兴诚，牙医史书华，网红温子渝（八炯）、陈柏源等。

## 政策
據2021年11月5日中共中央台办例行記者會所透露訊息，當局計劃會對在列人士實施系列「懲戒」，並會追究在列人士的刑事責任（終身有效）。懲戒內容包括：禁止其本人及家屬進入中國大陸和香港、澳門，限制其關聯機構與中國大陸有關組織、個人進行合作，禁絕其關聯企業和金主在中國大陸謀利等。
2024年6月21日，中共中央台湾工作办公室与相关部门召开联合专题发布会，宣布由中华人民共和国最高人民法院、中华人民共和国最高人民检察院、公安部、国家安全部、司法部联合发布《关于依法惩治“台独”顽固分子分裂国家、煽动分裂国家犯罪的意见》。《意见》规定，对极少数“台独”顽固分子“组织、策划、实施‘法理台独’、‘倚外谋独’、‘以武谋独’等分裂行径”适用分裂国家罪、煽动分裂国家罪；与“外国或者境外机构、组织、个人相勾结实施分裂国家、煽动分裂国家犯罪行为的”，依法从重处罚。该《意见》同时规定，“台独”顽固分子主动放弃“台独”分裂立场，不再实施“台独”分裂活动，可以撤案不起诉。同时明确，对“台独”顽固分子分裂国家、煽动分裂国家犯罪案件可以依法适用缺席审判程序。
2024年8月7日，中共中央台办与公安部新增“依法惩治‘台独’顽固分子”专栏，在专栏中除列明“台独”顽固分子外，还设有发言人有关表态、法律文件、举报清单在列的“台独”顽固分子线索和罪行、举报犯罪严重的新“台独”顽固分子，共五大板块。

### 惩罚企业
2021年11月22日，新華社報導指出，遠東集團在上海、江蘇、江西、湖北、四川的投資被發現多處違法事實，遭處罰款人民幣3650萬元、限期整改，以及回收閒置建設用地等處罰，並要求遠東集團旗下企業繳納罰款、補繳稅款（罰款和追繳合計4.74亿人民币）。根據聯合報的報導，此處分可能與徐旭東為政治獻金金主有關。中共中央台办對此表示，不允許支持台獨的人，在大陸賺錢。
2022年8月3日美国众议院议长南希·佩洛西访问台湾当天，中共中央台办宣布对中华民国外交部主管的台湾民主基金会和国际合作发展基金会实施制裁，禁止两家基金会与大陆组织、企业、个人合作进行任何交易、合作，禁止基金会负责任入境大陆；禁止大陆与为基金会捐款的宣德能源、凌网科技、天亮医疗、天眼卫星科技等企业进行任何交易、合作，禁止有关企业负责人入境大陆。
2023年7月13日，国台办宣布解除对天亮医疗的惩戒措施。
2025年6月5日，国台办宣布，对由沈伯洋之父沈土城担任主要负责人，并与部分大陆企业有业务往来的台湾企业兆亿有限公司进行惩戒。

## 當事人回應
吳釗燮
- “在被中国共产党列入黑名单并被终身追责后，我收到无数的祝贺。”[36]

蘇貞昌
- 「中國無理干預台灣事務，非常讓人可笑、唾棄，更堅定保護國家以及盡責責任，一定會堅定捍衛台灣的主權，更以此為榮。」[37]
- 「說翻臉就翻臉，就如同中國一強大起來，對於周邊軍機軍艦，一再地造成相鄰國家之間的緊張，這都很不好，讓兩岸人民都能夠非常友善互惠互助，才是人民之福。」[38]

游錫堃
- 「一生追求民主自由、引以為榮。」[39][40]

陳椒華
- 「光榮印記。」[41]

蕭美琴
- 首次：「我們不會因為制裁而沉默。」[42]

## 各方反应

### 中華民國
2021年11月公布三人名單時，中華民國大陸委員會表示，不排除對等反制作為。至2022年佩洛希訪台大幅增加名單人數後，大陸委員會再表達嚴正抗議與不滿，認為此舉無異只為宣洩內部混亂情緒、恫嚇臺灣及國際社會。2024年6月27日，大陸委員會宣布，中國大陸及港澳旅遊提升為橙色警示。
社 社會民主黨台北市议员苗博雅指出，中共中央台办的“禁止苏贞昌、游锡堃、吴钊燮入境中国大陆和香港、澳门特别行政区”这项措施，就是“自己证实了台湾不是中国的一部分”，她也认为「中华人民共和国从不曾对台湾有过任何1秒的有效统治」。
 民主進步黨立委林俊宪表示，中国大陆似乎制裁上瘾，制裁美国人，又制裁欧洲人，现在又要制裁“台独顽固份子”，但无论是制裁谁内容都是禁止出入中国大陆、禁止和中国大陆企业做生意，对当事人根本没有影响，中国自认为制裁有用，但实际高估了自己的影响力，少了中国，并不会对这些人的生活有什么影响。
 中國國民黨主席朱立倫表示，中国大陆的法律不及于台湾，两岸之间要相互沟通、相互尊重。国民党籍前总统馬英九则表示，中国大陆在采取行动前，要多了解台湾政治生态，一不小心会产生反效果。
 臺灣民眾黨主席、臺北市市長柯文哲表示，講這個也沒什麼用？通常打一打民調更高。民眾黨立委張其祿表示，中國大陆列戰犯是反效果，極易讓台灣民眾留下不好印象。
 時代力量主席陳椒華在本人亦被列入名单前表示，中國大陆此舉「不但荒謬又無理取鬧，更無端挑起紛爭」。
《美丽岛电子报》董事长吳子嘉认为，公布清单后，“苏贞昌的麻烦大了”，参与两岸投资的台商可能会撇清和他的关系，其选举金流恐因此被切断。至于名单里为何没有中華民國總統蔡英文和副总统賴清德，该报认为，一旦名单里有了他们，则意味着两岸已经处在战争边缘。
台灣制憲基金會執行長林宜正指出，中國大陆公布台獨頑固分子名單並進行制裁，不但沒有讓台灣社會陷入分裂與恐慌，反而讓這些人互相恭喜被中國大陆「認證」是愛台人士，還搶著排隊等制裁，完全沒有達到預期的效果。
美國在台協會(AIT)發言人表示，美國強烈譴責中國官員在最近的「法律指導方針」使用升級和破壞穩定的語言，並敦促中華人民共和國與台灣進行有意義的對話。中國對台灣的威脅和法律壓力，無法和平解決兩岸分歧。AIT發言人指出，美方持續敦促各方克制且勿單方面改變現狀。數十年來，這一現狀維護了台海及整個區域的和平穩定。

### 中华人民共和国
厦门大学台湾研究院院长李鹏、北京联合大学台湾研究院教授朱松岭、南京大学台湾研究所所长刘相平、上海台湾研究所常务副所长倪永杰等四名中华人民共和国学者表示，此举将有效地震慑“台独”。
全国台湾研究会常務副秘書長楊幽燕表示，首三位人士於名單列名原因如下：
1. 吳釗燮：通过訪問欧洲国家等手段“勾連外部勢力”。[55]
2. 蘇貞昌：常用「武汉肺炎」一词“恶意攻击大陆”。[55]
3. 游錫堃：“鼓吹台美建交”。[56]

### 其他国家和地区及媒體
- 《联合早报》的评论报道认为，此举反映北京对台湾在民进党执政下，与中国大陆渐行渐远感到焦虑，而且必须向内部民众有所交代，表明北京捍卫国家主权和领土完整的决心[40]。
- 《香港01》中署名“杭子牙”的作者评论认为，两批名单都没有加入總統蔡英文和副總統赖清德，是中国大陆决策层仍对两岸和平统一抱有政治期望和耐心。如若某天两人登上该名单[註 5]，意味着“武统”即将到来。[57]

## 註解
1. ↑  中共中央台辦與國務院台辦是「一個機構兩塊牌子」，編制列入中共直屬機構序列，不列入國務院機構序列，因此中央台辦才是實體機構，國台辦只是牌子[1]。
2. ↑  與上次制裁萧美琴的聲明稿相比，唯一差別則是由「限制其關聯機構與大陸有關組織、個人進行合作」改為「禁止其金主和關聯企業與大陸組織、個人合作」。
3. ↑  惟自中共中央台辦建立「依法懲治『台獨』分子」網站以來，清單上從未添加五人，「有關表態」一欄亦未見當日記者會之新聞稿
4. ↑  列入原因僅為中国大陆方面的學者意見，並非官方聲明所列舉之列入原因。詳請見來源報導。
5. ↑  2024年，萧美琴当选副总统，意味着总统副总统两人中已有人登上该名单